# Le Pays où rêvent les fourmis vertes
Pour plus de détails, voir Fiche technique et Distribution.
Le Pays où rêvent les fourmis vertes (Wo die grünen Ameisen träumen) est un film allemand réalisé par Werner Herzog, sorti et présenté au festival de Cannes en 1984.

## Synopsis
Quelque part au cœur de l'Australie, terre ancestrale des Aborigènes, nouvel Eldorado pour l'homme blanc, une compagnie minière anglaise vient de s'implanter en vue d'y exploiter l'uranium. Leurs recherches sont vite interrompues par les aborigènes qui revendiquent pacifiquement cette terre sacrée.

## Influences
Le film partage une inspiration commune avec Le Chant des pistes, de Bruce Chatwin ; l'auteur du livre et le cinéaste allemand s'étaient rencontrés en Australie.

## Fiche technique
- Titre : Le Pays où rêvent les fourmis vertes
- Titre original : Wo die grünen Ameisen träumen
- Réalisation : Werner Herzog
- Scénario : Werner Herzog et Bob Ellis
- Musique : Wandjuk Marika
- Photographie : Jörg Schmidt-Reitwein
- Montage : Beate Mainka-Jellinghaus
- Décors : Trevor Orford
- Costumes : Frances D. Hogan
- Production : Werner Herzog et Lucki Stipetić (en)
  - Production déléguée : Samantha Krishna Naidu (Australie) et Willi Segler
- Sociétés de production : Pro-ject Filmproduktion (de), Werner Herzog Filmproduktion et ZDF
- Société de distribution : Filmverlag der Autoren (de) (Allemagne de l'Ouest)
- Pays de production :  Allemagne de l'Ouest,  Australie
- Langue originale : anglais
- Format : couleurs - 1,85:1 - Mono
- Genre : Drame
- Durée : 100 minutes
- Date de sortie :
  - France : mai 1984 (Festival de Cannes, première mondiale)
  - Allemagne de l'Ouest : 31 août 1984 (sortie nationale)
  - Australie : 1985 (sortie nationale)

## Distribution
- Bruce Spence : Lance Hackett
- Wandjuk Marika : Miliritbi
- Roy Marika : Dayipu
- Ray Barrett (en) : Cole
- Norman Kaye (en) : Baldwin Ferguson
- Ralph Cotterill : Fletcher
- Nick Lathouris : Arnold
- Basil Clarke : juge Blackburn
- Ray Marshall : général Coulthard
- Dhungala I. Makika :
- Gary Williams : Watson
- Tony Llewellyn-Jones : Fitzsimmons
- Robert Brissenden :
- Michael Edols : jeune avocat
- Bob Ellis : gérant du supermarché
- Susan Graeves :
- Marraru Wunungmurra :
- Max Fairchild :
- Noel Lyon :
- Trevor Orford :
- Hugh Keays-Byrne : minier
- Andrew Mack :
- Paul Cox : photographe
- Michael Mandalis :
- James Ricketson (en) : Philip Adams
- Michael Glynn :
- Colleen Clifford (en) : Miss Strehlow
- Paul Donazzan : pilote de la Royal Australian Air Force
- Christopher Cain : assistant de l'avocat (non-crédité)
- Werner Herzog : avocat (non-crédité)